# Ludwig Windthorst
Ludwig Windthorst (Ostercappeln, 17 de enero de 1812-Berlín, 14 de marzo de 1891) fue un político alemán, líder del católico Partido del Centro. 
Apodado la Excelencia chica debido a su escasa estatura, en contraste con la gran talla del canciller Otto von Bismarck (la Excelencia grande), destacó por haber combatido con éxito la política anticatólica del Kulturkampf promovido por Bismarck.

## Biografía
Procedente de una familia humilde, se dedicó en un principio a la carrera eclesiástica, pero no persistió en este propósito y estudió Derecho en Gotinga y Heidelberg. Ejerció con éxito de abogado en Osnabrück y llegó a ser consejero presidente del ayuntamiento de esta ciudad.
Elegido en 1849 diputado para la segunda cámara hannoveriana, se declaró categóricamente particularista y ministerial. No tardó en desempeñar un papel muy importante, siendo nombrado presidente de la Asamblea.
En 1851 entró en el gabinete Schele como ministro de Justicia del reino de Hannover, esforzándose por hacer triunfar en la Corte las ideas católicas. Logró que se creara un obispado católico en Osnabrück. Dimisionario en 1863, volvió al ministerio en diciembre de 1862 en el gabinete del conde Platen, contribuyendo a la aproximación de Hannover a Austria, y abandonando el ministerio en octubre de 1865.
Después de la anexión de Hannover a Prusia, se hizo el jefe de la oposición hannoveriana, y fue elegido sucesivamente para el Reichstag de Alemania del Norte y para el Landtag prusiano en octubre de 1867. Representando los intereses de su antiguo soberano, abrió negociaciones con el gobierno de Berlín en relación con la restitución del tesoro de la casa de los Güelfos y obtuvo un acomodamiento.
En el mes de junio de 1869 asistió a un Congreso Católico, y después de la guerra franco-prusiana de 1870-1871, fue jefe del partido del Centro católico alemán, partido ultramontano que so formó en el Reichstag del Imperio. Combatió todas las medidas apropiadas a favorecer el desarrollo interior y la cohesión del Imperio; votó contra la prolongación de la dictadura en Alsacia-Lorena, contra el establecimiento del matrimonio civil obligatorio y contra todas las medidas que caracterizaban la política del canciller Otto von Bismarck. Durante el período del Kulturkampf, Bismarck halló siempre frente a sí a Windthorst, que destacó por su elocuente oratoria, y provocó con sus impugnaciones y contradicciones la ira del Canciller de Hierro.
Cuando Bismarck presentó al Reichstag la legislación que había elaborado contra los socialistas en 1878 tras el atentado de Bad Kissingen, Windthorst hizo una oposición encarnizada al proyecto y declaró en nombre de su partido que si se quería combatir al socialismo era preciso comenzar por borrar la noción de la omnipotencia del Estado, afirmando al respecto:

Hay un poder superior al cual el Estado debe estar subordinado: a saber, la religión representada por la Iglesia... El Kulturkampf al separar a los obreros de la Iglesia, ha hecho nacer los horrores del comunismo. El peligro desaparecerá si el Centro en vez de verse obligado a luchar contra el Estado, pudiera unir sus fuerzas a las suyas para hacer volver a los obreros a la Iglesia y a la religión.

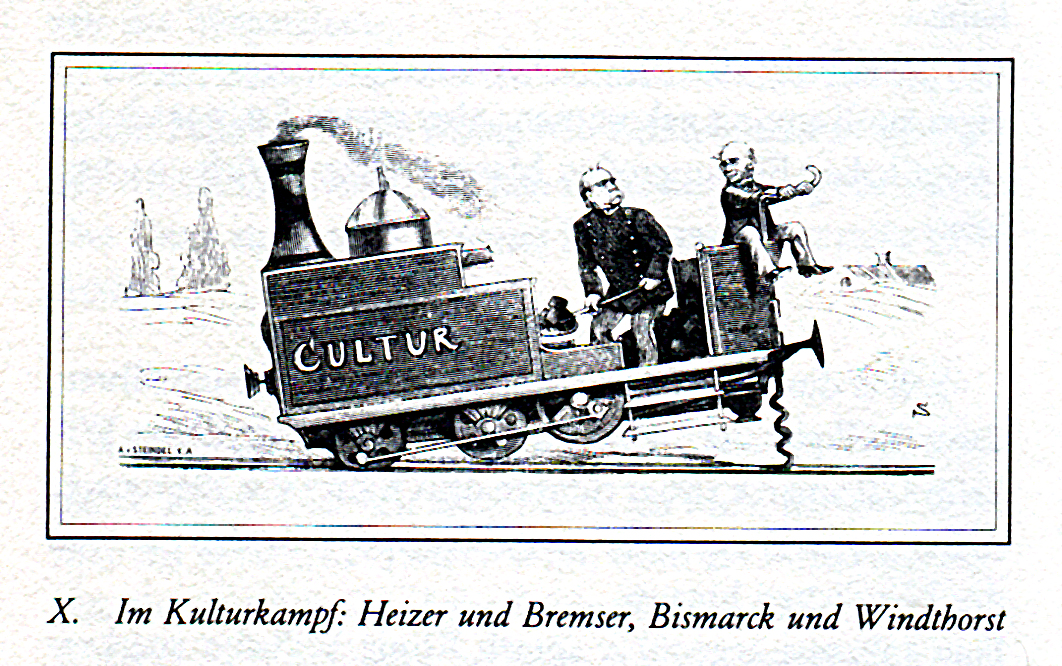
Caricatura en la que aparece Windthorst frenando una locomotora que representa el Kulturkampf de Bismarck.

El 31 de marzo de 1879 Windthorst realizó una visita a Bismarck que fue muy comentada, y desde aquella época el canciller comenzó a modificar su plan político, amainando la bandera del Kulturkampf contra los católicos. Windthorst obtuvo por aquella fecha el pago de una pensión a la reina María de Hannover.
Cuando a fines de 1886 el gobierno alemán presentó su proyecto de renovación del septenado militar, bajo pretexto de que la tranquilidad de Europa estaba amenazada, Windthorst contribuyó a que el proyecto fuese rechazado, haciendo votar al Centro en este empeño. Durante la discusión devolvió al canciller golpe por golpe, sarcasmo por sarcasmo.
Después de la disolución del Reichstag, dirigió un manifiesto al pueblo alemán para decirle que una mayoría en el sentido de la que se buscaba a favor de las cuestiones militares no podría hacer más que la antigua, por la seguridad de la patria, pero que en cambio costaría una suma considerable de bienes, materiales de derechos y de libertad. El papa León XIII intervino y el partido católico obedeció al pontífice y se abstuvo.
Al presentar la víspera de las elecciones una ley suprimiendo casi los últimos rasgos del Kulturkampf, Bismarck creería haber desarmado completamente á Windthorst, pero en el Congreso católico celebrado en Tréveris Windthorst desarrolló un verdadero programa de combate: supresión del voto facultativo del Estado en materia de nombramientos eclesiásticos con el retorno de los jesuitas, restitución a la Iglesia de las instituciones de caridad administradas por el Estado y entrega exclusiva al clero de la dirección de las escuelas.
El 27 de diciembre de 1887 celebró una gran asamblea en Hannover en honor del jubileo de León XIII. Windthorst habló en nombre de los católicos alemanes, recordando la grandeza y el brillo del pontificado y pidiendo que terminase la cautividad del soberano pontífice.

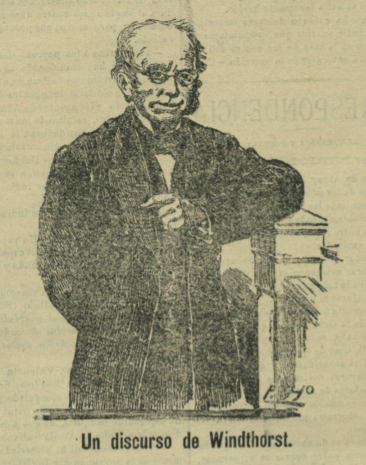
Ludwig Windthorst

Al año siguiente en el Congreso católico de Friburgo planteó categóricamente la cuestión del poder temporal (septiembre de 1888), y en el Landtag prusiano presentó un proyecto de ley escolar que retiró y lo volvió a presentar en febrero de 1889, en el momento preciso en que juzgó que algunos conservadores no estaban dispuestos a seguir con los compromisos del llamado Cartel. Windthorst, en su proyecto, pedía para la autoridad eclesiástica el derecho exclusivo de designar las personas que habían de estar autorizadas en cada escuela para dirigir la enseñanza religiosa y para presentar los candidatos a maestros de primera enseñanza.
En 1889 halló ocasión con motivo del proyecto presentado por el gobierno alemán contra los socialistas y que tendía a que entrase en el Código penal la legislación de excepción votada por primera vez en 1878, para hacer una oposición ruda a Bismarck, defendiendo que la cuestión social solo podía resolverse a la luz de las doctrinas del Evangelio y al amparo de la autoridad de la Iglesia.
Por último, se declaró francamente contra la política del Cartel, aunque el Emperador se había declarado favorable a la misma, y fue reelegido en las elecciones de 1890, que fueron para el Cartel un verdadero desastre.
La caída de Bismarck en 1890 pudo deberse a su oposición a las concesiones políticas para los católicos que Windthorst había logrado del nuevo káiser, Guillermo II. Windthorst moriría poco después de que Robert von Zedlitz-Trützschler, favorable a los intereses católicos, fuese designado ministro de Educación y Ciencia. En adelante el partido del Centro comenzaría a colaborar con el gobierno imperial.
Ludwig Windthorst fue enterrado en la iglesia de Santa María de Hannover. El sarcófago recibió coronas y ramos de flores del príncipe regente Leopoldo de Baviera, el emperador Guillermo, la Sociedad popular de los católicos alemanes, el nuncio Agliardi, el cardenal Schoenborn, el clero de Noruega, la Sociedad de polacos de Luwow y todas las fracciones políticas del Reichstag y la cámara de los señores. El órgano central del partido socialista de Berlín dedicó a la memoria de Windthorst grandes elogios. Poco antes de morir, el Papa le mandó las insignias de la gran cruz de San Gregorio Magno.
En referencia a su aspecto físico, Alphonse Kannengieser dijo de él: 

Hubiérasele tomado por una caricatura viviente arrancada de un lienzo de Callot; pero por un prodigio increíble, aquel rostro tan resueltamente feo inspiraba poderosa simpatía, gracias a una singularísima mezcla de delicadeza, malicia reprimida y bondad comunicativa que constituían los elementos característicos de la fisonomía de Windthorst.

## Hipótesis de Windthorst
En su actuación política católica, Ludwig Windthorst empleó una doctrina consistente en los conceptos de tesis e hipótesis, expresando el primero una cuestión universal y, el segundo, una cuestión particular, limitada en sus aplicaciones por las circunstancias de lugar y tiempo. La doctrina de la tesis y la hipótesis, aplicada concretamente por La Civiltà Cattolica y los padres jesuitas Perrone y Liberatore a las relaciones entre la religión y la política y entre la Iglesia y el Estado, se basaba en la obra de Santo Tomás de Aquino.
En su política como jefe del Centro católico alemán, Windthorst se inspiró en el sentido de la hipótesis, en la virtud de la prudencia que aconseja defender los intereses religiosos, según el estado social. Windthorst, sin ceder un ápice en la intransigencia del dogma católico y en la integridad y su adhesión a la Iglesia y a la Santa Sede, y con la vista fija siempre en el ideal católico y en el triunfo de los derechos de la Iglesia, partió siempre de la hipótesis para llegar a la tesis, aprovechando todas las circunstancias, todos los resortes y todas las ventajas y todos los medios hábiles y lícitos que ofrecían las peripecias de la política de Bismarck y la realidad parlamentaria del Estado alemán hasta conseguir el fracaso del Kulturkampf.
Para los católicos contrarios a la hipótesis, la política de Windthorst sería la del Do ut des, considerando inusitado que un católico pudiese llegar a ser ministro en un Estado protestante y un gabinete presidido por Caprivi. Los defensores de esta hipótesis, representados en España por el diario La Unión Católica, afirmarían en cambio que por los caminos prácticos de la hipótesis y prudencia política es como únicamente se podían obtener resultados positivos para la religión, para la Iglesia y para el papa, aludiendo a la posición carlista e integrista como utópica y sectaria. El diario integrista El Siglo Futuro replicaría afirmando que no se oponían a la teoría de la hipótesis, que consideraban aplicable en la protestante Alemania, pero no en la católica España, donde solo la tesis católica tenía raíces y base estable, y donde lo que se pretendía no era «cristianizar a una sociedad hereje», sino «imponer el liberalismo a un pueblo católico» para secularizarlo.